# Adriana Jelínková
Adriana Jelínková (Brno, 10 aprile 1995) è una sciatrice alpina ceca naturalizzata olandese.

## Biografia
Attiva dal novembre del 2010, la Jelínková nella prima parte della sua carriera ha gareggiato per la nazionale olandese: ha esordito in Coppa del Mondo il 16 dicembre 2012 a Courchevel in slalom gigante e in Coppa Europa due giorni dopo nella medesima località in slalom speciale, in entrambi i casi senza completare la prova; ha debuttato ai Campionati mondiali a Schladming 2013, classificandosi 40ª nello slalom gigante, mentre nella rassegna iridata di Sankt Moritz 2017 si è piazzata 36ª nello slalom gigante e 30ª nello slalom speciale.
Dalla stagione 2016-2017 gareggia prevalentemente in Nor-Am Cup, dove ha esordito il 17 marzo 2017 a Val Saint-Côme in slalom speciale, subito ottenendo il primo podio (3ª), e ha colto la prima vittoria il 15 dicembre dello stesso anno a Panorama in slalom gigante. Ai Mondiali di Åre 2019 è stata 33ª nello slalom gigante e 19ª nello slalom speciale. Ai XXIV Giochi olimpici invernali di Pechino 2022, suo esordio olimpico non ha completato lo slalom gigante; dal maggio del 2022 è passata alla nazionale ceca e ai Mondiali di Courchevel/Méribel 2023si è classificata 29ª nello slalom gigante, 10ª nella gara a squadre, non ha completato lo slalom speciale e non si è qualificata per la finale nel parallelo.

## Palmarès

### Coppa del Mondo
- Miglior piazzamento in classifica generale: 62ª nel 2021

### Coppa Europa
- Miglior piazzamento in classifica generale: 89ª nel 2022

### Nor-Am Cup
- Miglior piazzamento in classifica generale: 5ª nel 2018
- Vincitrice della classifica di slalom gigante nel 2020
- 27 podi:
  - 6 vittorie
  - 13 secondi posti
  - 8 terzi posti

#### Nor-Am Cup - vittorie
| Data             | Località                     | Paese       | Specialità |
| ---------------- | ---------------------------- | ----------- | ---------- |
| 15 dicembre 2017 | Panorama                     | Canada      | GS         |
| 8 febbraio 2019  | Snow King Mountain           | Stati Uniti | GS         |
| 13 marzo 2019    | Strowe Mountain/Spruce Peake | Stati Uniti | GS         |
| 2 gennaio 2020   | Burke Mountain               | Stati Uniti | GS         |
| 3 gennaio 2020   | Burke Mountain               | Stati Uniti | GS         |
| 11 aprile 2024   | Panorama                     | Canada      | GS         |

Legenda:

GS = slalom gigante

### Australia New Zealand Cup
- Miglior piazzamento in classifica generale: 12ª nel 2017
- 2 podi:
  - 1 secondo posto
  - 1 terzo posto

### Far East Cup
- Miglior piazzamento in classifica generale: 7ª nel 2023
- 6 podi:
  - 3 vittorie
  - 1 secondo posto
  - 2 terzi posti

#### Far East Cup - vittorie
| Data            | Località  | Paese         | Specialità |
| --------------- | --------- | ------------- | ---------- |
| 2 febbraio 2023 | Alpensia  | Corea del Sud | SL         |
| 3 febbraio 2023 | Alpensia  | Corea del Sud | SL         |
| 7 febbraio 2023 | Yongpyong | Corea del Sud | GS         |

Legenda:

GS = slalom gigante

SL = slalom speciale

### Campionati olandesi
- 4 medaglie:
  - 4 ori (slalom gigante, slalom speciale nel 2020; slalom gigante, slalom speciale nel 2022)

### Campionati cechi
- 2 medaglie:
  - 1 oro (slalom gigante nel 2023)
  - 1 argento (slalom speciale nel 2023)